# La ola

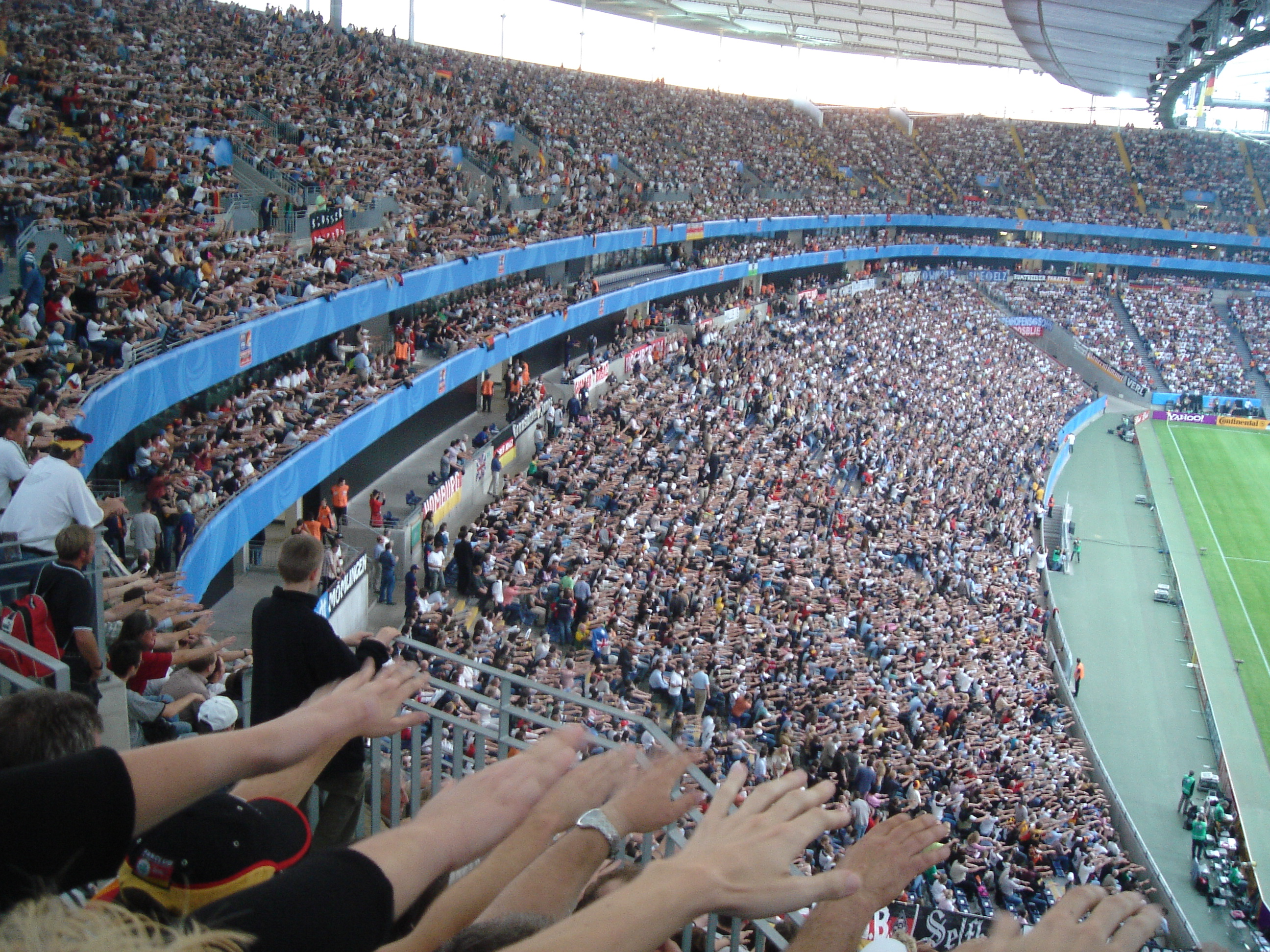
«La ola» en el estadio de Fráncfort del Meno durante la Copa Confederaciones 2005.

La ola de estadio o simplemente la ola (llamada ola mexicana, especialmente en Australia y el Reino Unido) es un fenómeno que ocurre entre los asistentes de eventos deportivos, y ocasionalmente en otros eventos masivos.

## Descripción
Esta ola es una secuencia coordinada de movimientos que los espectadores realizan de forma radial, teniendo como centro el centro mismo del recinto donde se realiza, como la luz giratoria de un faro. Dichos movimientos consisten en ponerse de pie mientras se levantan las manos y luego volver a su posición inicial, rápidamente, de modo que en menos de un segundo parezca que se elevó más de medio metro. Después el asistente de al lado hace lo mismo, con fracciones de segundo de diferencia.
El resultado es una especie de onda que viaja a lo largo de la tribuna o gradería, hasta dar una o dos vueltas completas, aunque los espectadores no se muevan de su lugar, es decir, sus pies están fijos. Si la secuencia se realiza hacia la izquierda de cada espectador, la onda viajará en el sentido del reloj, y si hacia la derecha, en sentido contra reloj.

## Variantes
Al hacer una ola, existen tres variantes, las cuales son:
- Transversa, si en lugar de avanzar a la derecha o izquierda de los espectadores, avanza hacia atrás o hacia adelante de ellos, como si surgiera del centro de la cancha o hacia él, respectivamente.
- Reflexiva, si al llegar a su punto de partida regresa por donde vino, sea transversa o longitudinal.
- Bidireccional u opuesta, si avanza en direcciones opuestas simultáneamente.

## Historia

### Origen
El origen exacto de este fenómeno es discutido. Puede ser rastreado en tres diferentes deportes en tres diferentes países de América del Norte. Entre los muchos lugares de donde se ha dicho que fue supuestamente creada, el más sonado fue (por casualidad) en un juego de la Liga Nacional de hockey sobre hielo en Canadá en 1980 cuando hubo un retraso de una parte del público durante una porra dirigida por el porrista profesional Krazy George Henderson, y Henderson vio que parecía una ola, realizándola después en forma premeditada.
También se dice que fue supuestamente creada en un juego de las Grandes Ligas de Béisbol en los Estados Unidos el 15 de octubre de 1981 en Oakland (California) durante un juego contra los Yanquis de Nueva York.

### Masificación mundial
La ola ganó popularidad en la Copa Mundial de Fútbol de 1986 realizada en México durante un partido en el Estadio Universitario de San Nicolás de los Garza, siendo vista masivamente fuera de ese país por primera vez. De ahí que, como se mencionó antes, en algunos países la llamaran ola mexicana. 
En Brasil, Alemania, Italia y otros países la llaman como en México, "la ola" o simplemente "ola". En alemán existe también el compuesto La-Ola-Welle. Welle significa en alemán precisamente ola y se añade como refuerzo porque el significado de la palabra española no resulta evidente para muchos hablantes.

### La ola más grande registrada
La ola más grande jamás registrada ocurrió durante los Juegos Olímpicos de Sídney 2000, cuando 110 000 espectadores realizaron una ola doble reflexiva.

## Psicología de la ola
Es de advertir que, aunque esto puede implicar una porra, saludo o señal de ánimo para los que están en el campo, puede representar una pérdida de interés por parte de los asistentes, o incluso un reclamo de acción hacia los jugadores o artistas.
En el año 2002, Tamás Vicsek de la Universidad Eötvös Loránd de Budapest (Hungría) junto con otros colegas, analizaron vídeos de 14 olas de los principales estadios mexicanos de fútbol. Halló que solo se requiere de la iniciativa de pocos asistentes para disparar una ola. Una vez comenzada, usualmente viaja en el sentido del reloj (aunque en Melbourne, Australia, se hacen en sentido antihorario) a razón de unos 12 m/s, es decir, unos 22 asientos por segundo. En un momento dado, la ola tiene unos 15 asientos de anchura y esto es constante sin importar la cultura ni el deporte en cuestión, habiendo muy pocas variaciones al respecto.